# یک حفره در آن بستر ایجاد کنید و آنچه را که می‌بینید به من بگویید
| بررسی انتقادی   | بررسی انتقادی |
| منبع            | رتبه‌بندی      |
| --------------- | ------------- |
| آل‌میوزیک        | [ ۱ ]         |
| پیچفورک (وبگاه) | (8.1/10)      |
| رولینگ استون    | [ ۳ ]         |

یک حفره در آن بستر ایجاد کنید و آنچه را که می‌بینید به من بگویید یک آلبوم ساخته شده توسط جیم وایت است. این آلبوم در سال ۲۰۰۴ عرضه شد. آیمی مان هم به عنوان هم‌آواز در «پارازیت در رادیو» حضور دارد.
آهنگ آغازین آلبوم «پارازیت در رادیو» در تیتراژ پایانی ال کامینو: فیلم بریکینگ بد استفاده شد.

## فهرست آهنگ‌ها
1. «پارازیت در رادیو» - ۶:۳۱
2. «پرنده آبی» - ۵:۲۹
3. «شانه‌کردن موهایم به سبک جدید» - ۶:۲۴
4. «آن دختر از براونزویل تگزاس» - ۶:۲۲
5. «بال‌های قرضی» - ۴:۳۴
6. «اگر مسیح با موتور به سوی خانه راند» - ۴:۳۶
7. «اشیاء در حرکت» - ۵:۵۸
8. «بازاردهای عشق» - ساعت ۷:۰۰
9. «آلاباما کروم» - ۴:۲۵
10. «باجه تلفن در بهشت» - ۷:۰۹
11. «سرزمینی به نام خانه» - ۴:۱۱

## اعضا
- جیم وایت - آواز، گیتار، بانجو، سازدهنی، ملودیکا، ترومبون، پیانو، ارگ، کیبورد، پرکاشن
- دیوید پالمر - کیبورد، سینت سایزر، سمپلر
- جی بلروز - درامز، بانگو
- رالف کارنی - فلوت، ساکسیفون، ترومپت
- استیون پیج - خواننده رپ، خواننده پس زمینه
- جیم کریگان - پرکاشن
- استیو مور - ترومبون، وورلیتزر پیانو، هارمونیوم، وورلیتزر ارگ
- تایلر استوارت - درام، سازهای کوبه‌ای
- اد رابرتسون - خواننده رپ، گیتار
- کوین هرن - گیتار، آکاردئون، کیبورد، سینت سایزر
- دنی فرانکل - بونگوس، سازهای کوبه ای
- تراویس گود - گیتار
- ایویند کانگ - ویولا، ارگ
- مایک بلیتسکی - درامز
- جرمیا سالیوان - ماندولین
- رایان فریلند - کلاوینت
- کریس هنریش - گیتار استیل پدالی
- دیوید پیلچ - کنترباس، باس الکتریک، گیتار باس
- دوروتی رابینت - بیس کلارینت
- یون هاید - گیتار استیل پدال، گیتار باس
- مارک ساندرز - نمونه بردار
- پل فونفارا - ویولا، کلارینت، ساکسیفون
- پل رابجانز - گیتار آکوستیک، ماندولین، آکاردئون، ماریبولا، گیتار باس، درام، رون روکو
- تاکر مارتین - درام، سازهای کوبه ای

همچنین

- ام. وارد
- دونا دی لوری
- نیکی هریس
- کریس بروس
- گاتری تراپ
- دالاس خوب
- لیندا دلگادو
- خانم ها از لورتا لینچ
- پیتر گاردینر
- سوزی اونگرلیدر
- بیل فریسل
- ایمی مان
- خانم‌های برهنه
- مری گوتیه
- جو هنری
- مارک آنتونی تامپسون
- تری بینیون
- اوه سوزانا